# جیمز بیلی (بازیکن فوتبال )
جیمز بیلی (انگلیسی: James Baillie؛ زادهٔ ۲۷ مارس ۱۹۹۶) بازیکن فوتبال اهل بریتانیا است.
از باشگاه‌هایی که در آن بازی کرده‌است می‌توان به باشگاه فوتبال کرو آلکساندرا اشاره کرد.